# Athéni Priszkosz
Athéni Priszkosz vagy épeiroszi Priszkosz (305 körül – 395/396) újplatonista bölcselő. Néha hermetizmussal – theurgiával – is kapcsolatba hozzák, valójában inkább a szkeptikus, sőt vallástalan filozófusok közé tartozik. 355-től tanítványai között található Iulianus császár, akivel egészen haláláig bensőséges napi kapcsolatban maradt. Épeiroszban született – innen az alternatív jelző a neve előtt. A róla fennmaradt adatok elsősorban Iulianus három leveléből, Libaniosszal folytatott levelezéséből ismertek, Eunapius, a szónokok életrajzírója viszonylag keveset foglalkozik vele.

## Élete
Priszkosz Épeirosz szülötte, vagy Theszprotia vagy Molosszia körzetéből. Családi háttere, gyermekkora nem ismert. Aedesius tanítványa volt Pergamonban, később Iamblikhoszt is hallgatta, majd Athénban tanított. Már Aedesius iskolájában megismerkedett epheszoszi Maximosszal és a mündoszi Eusebiusszal. Saját kora újplatonikus filozófusai között kiemelkedő szónoki készséggel rendelkezett. Barátja volt Libaniosznak, bár 363-ig vitában álltak. Általában Platón és Arisztotelész újplatonikus értelmezésével foglalkozott. 355-ben találkozott először Iulianusszal, aki akkor még őrizet alatt látogatta az athéni filozófiai iskolákat. Iulianus caesari évei alatt levelezésben állt az egykori tanítvánnyal, rövid időre meg is látogatta Galliában, majd Iulianus meghívására Konstantinápolyba költözött 361-ben.
Ettől kezdve Maximosszal együtt a filozófus-császárt mindenhová elkísérték mint tanácsadók és vitapartnerek. 363-ban antiokheiai tartózkodásuk alatt Iulianus közbenjárásával kibékült Libaniosszal. Maximos és Priszkosz Iulianusszal voltak a végzetes perzsa hadjárat idején is, az utolsó pillanatig filozófiai társalgásokat folytatva. Ammianus Marcellinus szerint Priszkosznak és Maximosznak nem volt politikai befolyása az eseményekre, és ez a jellemzés teljes mértékben fedi Priszkosz megismerhető jellemét: semmi sem állt távolabb tőle, mint a politizálás. Valamikor Iulianus halála után Priszkoszt is letartóztatták ugyanazzal a váddal, mint Maximoszt, de Maximosz sorsát elkerülte. Visszatért Athénbe, ahol egészen haláláig tanított.
Eunapius szerint Priszkosz kiváló memóriával és a széles körű ismeretekkel rendelkezett és nem a hagyományos módon tanította a filozófiát, mert nem szeretett vitatkozni. Priszkosz nős volt, egy Hippia nevű asszonyt vett el és több gyermeke született.

## Szépirodalom
- Gore Vidal: Julianus (1962)